# Battery de Charleston
Maillots
Actualités
Dernière mise à jour : 28 novembre 2022.
Le Battery de Charleston (en anglais : Charleston Battery), est une franchise de soccer professionnel basée à Charleston, dans l'État de Caroline du Sud, fondée en 1993. La franchise évolue en USL Championship, le deuxième niveau dans la hiérarchie nord-américaine.

## Histoire

### Premières saisons et premiers titres
Le Battery de Charleston est fondé en 1993 par un groupe d'investisseurs mené par Anthony Bakker, un londonien ayant relocalisé son entreprise Blackbaud (en) à Charleston. Pour sa saison inaugurale, le Battery est dirigé par l'expérimenté Tim Hankinson (en), diplômé de l'Université de Caroline du Sud et passé par les Gamecocks. En United States Interregional Soccer League (USISL), le club se qualifie en séries dès sa première saison mais est éliminé par les Kickers de Richmond dès le premier tour. En 1996, dans la ligue alors baptisée USISL Professional League, le Battery achève la saison régulière au deuxième rang de sa conférence avant d'atteindre la finale où il s'impose aux tirs au but face aux Eagles de Charlotte et décroche le premier titre de son histoire.
Au début des années 2000, l'équipe demeure compétitive et joue souvent les premières places en saison régulière. Cette période de succès atteint son apogée en septembre 2003 lorsque Charleston est sacré champion pour la deuxième fois à la faveur d'une victoire 3-0 en finale de A-League face au Thunder du Minnesota.

### Difficultés puis retour au sommet
Les quatre saisons suivantes sont plus difficiles et le Battery peine à se qualifier en séries éliminatoires malgré une bonne performance en Coupe des États-Unis en 2004 où l'équipe est éliminée aux portes de la finale par le Fire de Chicago. En 2005, un nouvel entraîneur est nommé, il s'agit de Michael Anhaeuser, joueur de Charleston entre 1994 et 1998 et adjoint depuis la fin de sa carrière sportive. Auteur d'une saison honorable dans un passage à vide du club, il est nommé entraîneur de l'année dans la ligue à l'issue de l'exercice 2006.
La fin des années 2000 marque le retour du Battery de Charleston à l'avant de la scène. En 2008, l'équipe est reconnue nationalement pour son épopée en Coupe des États-Unis au cours de laquelle est élimine consécutivement les franchises texanes de Major League Soccer du Dynamo de Houston, et du FC Dallas avant d'écarter leurs adversaires des Sounders de Seattle en demi-finale pour se qualifier pour la finale de la plus ancienne compétition dans le soccer nord-américain. Premier club de division inférieure à se hisser à ce stade depuis la victoire des Rhinos de Rochester en 1999, le Battery fait belle figure en finale face à D.C. United mais doit s'incliner par la marque de 2-1.
En 2010, alors que la ligue connait une crise en raison de la concurrence avec la North American Soccer League renaissante, le Battery termine premier d'une saison régulière jouée avec seulement six équipes et remporte un troisième titre national face aux Kickers de Richmond le 28 août 2010. Lamar Neagle est sacré meilleur joueur de la saison tandis que Anhaeuser est nommé entraîneur de l'année.
Troisième de la saison régulière en 2012, le Battery atteint la finale et conquiert un quatrième titre de champion grâce à une victoire 1-0 face aux Hammerheads de Wilmington.

### Concurrence accrue et saisons mitigées
Depuis ce dernier sacre en 2012, Charleston reste une formation phare en USL et continue à être compétitive chaque année malgré le développement de la ligue qui intègre de nombreuses équipes chaque saison. Après dix-sept saisons à la tête du Battery au cours desquelles il qualifie le club en séries à quatorze reprises, Michael Anhaeuser quitte le club le 1er novembre 2021. L'international américain Conor Casey le remplace quelques semaines plus tard mais ne parvient pas à renouer avec les séries éliminatoires en 2022 et la direction décide de se séparer de lui. Le 17 novembre 2022, Ben Pirmann est nommé pour reprendre les rênes de l'équipe.

## Palmarès et records

### Palmarès
| Compétitions nationales | Trophées mineurs                                                                                 |
| - A-League - Vainqueur : 2003. - Seconde division des USL - Vainqueur : 1996 et 2010. - Vainqueur de la saison régulière : 2010. - United Soccer League - Vainqueur : 2012. - US Open Cup : - Finaliste : 2008. | - Southern Derby Cup - Vainqueur : 2003, 2005, 2009, 2010, 2011, 2015, 2016, 2017, 2019 et 2020. |

### Bilan par saison
| Saison | Niv. | Saison régulière | Saison régulière | Saison régulière | Saison régulière | Saison régulière | Saison régulière | Saison régulière | Position | Position | Séries éliminatoires          | US Open Cup     | Affl. moy. saison régulière |
| Saison | Niv. | M                | V                | N                | D                | BP               | BC               | Pts              | Conf.    | Ligue    | Séries éliminatoires          | US Open Cup     | Affl. moy. saison régulière |
| ------ | ---- | ---------------- | ---------------- | ---------------- | ---------------- | ---------------- | ---------------- | ---------------- | -------- | -------- | ----------------------------- | --------------- | --------------------------- |
| 1993   | 3    | 16               | 8                | -                | 8                | 27               | 33               | 72               | 5e       | 21e      | Barrages                      | Non inscrit     | N/C                         |
| 1994   | 3    | 18               | 14               | -                | 4                | 36               | 15               | 111              | 2e       | 15e      | Demi-finale                   | Non inscrit     | N/C                         |
| 1995   | 3    | 20               | 17               | -                | 3                | 58               | 16               | 146              | 1er      | 7e       | Demi-finale de division       | Non qualifié    | N/C                         |
| 1996   | 3    | 16               | 12               | -                | 4                | 46               | 23               | 34               | 2e       | 4e       | Champion                      | Non qualifié    | 1 467                       |
| 1997   | 2    | 28               | 12               | -                | 16               | 39               | 50               | 32               | 4e       | 17e      | Demi-finale de division       | Non qualifié    | 1 737                       |
| 1998   | 2    | 28               | 12               | -                | 16               | 37               | 40               | 34               | 4e       | 16e      | Quart de finale de conférence | Non qualifié    | 1 896                       |
| 1999   | 2    | 28               | 15               | -                | 13               | 43               | 39               | 62               | 3e       | 15e      | Quart de finale de conférence | Demi-finale     | 3 542                       |
| 2000   | 2    | 28               | 18               | 2                | 8                | 59               | 36               | 87               | 1er      | 3e       | Demi-finale de conférence     | Deuxième tour   | 3 485                       |
| 2001   | 2    | 26               | 16               | 1                | 9                | 51               | 34               | 73               | 2e       | 5e       | Premier tour                  | Troisième tour  | 3 083                       |
| 2002   | 2    | 28               | 19               | 3                | 6                | 46               | 16               | 89               | 1er      | 2e       | Demi-finale de conférence     | Troisième tour  | 3 320                       |
| 2003   | 2    | 28               | 15               | 7                | 6                | 41               | 27               | 52               | 1er      | 6e       | Champion                      | Non qualifié    | 3 969                       |
| 2004   | 2    | 28               | 7                | 6                | 15               | 30               | 39               | 27               | 8e       | 13e      | Non qualifié                  | Demi-finale     | 3 715                       |
| 2005   | 2    | 28               | 9                | 5                | 14               | 27               | 36               | 32               | -        | 9e       | Non qualifié                  | Deuxième tour   | 3 649                       |
| 2006   | 2    | 28               | 13               | 7                | 8                | 33               | 25               | 46               | -        | 3e       | Demi-finale                   | Quatrième tour  | 3 628                       |
| 2007   | 2    | 28               | 8                | 6                | 14               | 32               | 39               | 30               | -        | 10e      | Non qualifié                  | Quart de finale | 3 968                       |
| 2008   | 2    | 30               | 11               | 7                | 12               | 34               | 36               | 40               | -        | 5e       | Quart de finale               | Finale          | 3 991                       |
| 2009   | 2    | 30               | 14               | 10               | 6                | 33               | 21               | 53               | -        | 4e       | Quart de finale               | Quart de finale | 3 534                       |
| 2010   | 3    | 20               | 11               | 5                | 4                | 35               | 25               | 38               | -        | 1er      | Champion                      | Quart de finale | 3 641                       |
| 2011   | 3    | 24               | 10               | 5                | 9                | 24               | 25               | 35               | 4e       | 6e       | Demi-finale de division       | Deuxième tour   | 3 568                       |
| 2012   | 3    | 24               | 12               | 2                | 10               | 36               | 26               | 38               | -        | 3e       | Champion                      | Troisième tour  | 3 947                       |
| 2013   | 3    | 26               | 13               | 6                | 7                | 48               | 29               | 45               | -        | 3e       | Demi-finale                   | Quatrième tour  | 3 554                       |
| 2014   | 3    | 28               | 11               | 8                | 9                | 36               | 31               | 41               | -        | 6e       | Quart de finale               | Troisième tour  | 3 770                       |
| 2015   | 3    | 28               | 12               | 10               | 6                | 43               | 28               | 46               | 3e       | 7e       | Demi-finale de conférence     | Quatrième tour  | 4 080                       |
| 2016   | 3    | 30               | 13               | 9                | 8                | 38               | 33               | 48               | 6e       | 10e      | Demi-finale de conférence     | Troisième tour  | 3 570                       |
| 2017   | 2    | 32               | 15               | 9                | 8                | 53               | 33               | 54               | 2e       | 7e       | Premier tour                  | Quatrième tour  | 3 167                       |
| 2018   | 2    | 34               | 14               | 14               | 6                | 47               | 34               | 56               | 4e       | 9e       | Premier tour                  | Quatrième tour  | 2 872                       |
| 2019   | 2    | 34               | 11               | 13               | 10               | 44               | 44               | 46               | 9e       | 19e      | Quart de finale de conférence | Quatrième tour  | 2 424                       |
| 2020   | 2    | 15               | 9                | 3                | 3                | 26               | 15               | 30               | 5e       | 9e       | Demi-finale de conférence     | Annulée         | N/A                         |
| 2021   | 2    | 32               | 10               | 7                | 15               | 49               | 60               | 37               | 10e      | 22e      | Non qualifié                  | Non tenue       | 2 771                       |
| 2022   | 2    | 34               | 6                | 7                | 21               | 41               | 77               | 25               | 12e      | 25e      | Non qualifié                  | Deuxième tour   | 2 797                       |

## Stade
- MUSC Health Stadium; Charleston (Caroline du Sud) (depuis 1999)

## Personnalités du club

### Entraîneurs
Le tableau suivant présente la liste des entraîneurs du club depuis 1993.
| Rang | Nom               | Période     |
| ---- | ----------------- | ----------- |
| 1    | Tim Hankinson     | 1993-1994   |
| 2    | Nuno Piteira      | 1995-1999   |
| 3    | Alan Dicks        | 1999-2001   |
| 4    | Chris Ramsey      | 2001-2004   |
| 5    | Michael Anhaeuser | 2005-2021   |
| 6    | Conor Casey       | 2022        |
| 7    | Ben Pirmann       | depuis 2023 |

### Filière cubaine et caribéenne
Le Battery est un club réputé pour accueillir un grand nombre de joueurs originaires des Antilles, en particulier depuis l'arrivée de Mike Anhaeuser à la tête de l'équipe en 2005. Depuis 2008 et l'arrivée d'Osvaldo Alonso, le Battery est le club d'accueil de la majorité des défecteurs de la sélection cubaine.